# Бузок тонковолосистий
Бузок тонковолосистий (Syringa tomentella) — кущова рослина, вид роду бузок (Syringa) родини маслинові (Oleaceae).

## Опис
- Висота / поширення: кущ, що досягає висоти до 1,5-7 м.[3]
- Стебла: Гілочки щільні та рідко опушені.
- Листя: Черешок розмірами 0,8-1,5 см. Листова пластинка є еліптичною. Розмір листя приблизно 2,5–11 см в довжину і 1,5–5 см в ширину. Верхівки листя голі або густо опушені, нижня частина листя є повністю волосистою, або волосистою тільки по жилках.
- Квітки: Волоті прямостоячі, волотисті, вузько-пірамідальної або циліндричної форми, розмірами 10–25 см x 4–12 см. Квітконіжка до 1-1,5 мм в довжину. Чашолисток досягає 2,5-3 мм. Пелюстка вимірює 1-1,7 см в довжину і коливається в кольорі від білого до рожевого або бузково-червоного. Трубка віночка трохи лійкоподібна, розміром 0,8-1,4   см. Частки віночка еліптичні, на кінці ложковидні. Тичинки жовті і доходять до трубки віночка або трохи виступають. Цвіте з червня по липень.
- Плід: Капсула довгасто-еліптична, має сочевичку або гладка, розміром 1,2–2 см в довжину. Плоди з'являються у вересні.

## Поширення
Лісові схили, зарості долин та ярів, на висотах до 2500-3600 м.
Походить з Китаю, із західної провінції Сичуань.

## Культивування
Культивування започатковане в 1904 році. Дендрарій Арнольда отримав свій перший екземпляр у 1907 році з розплідника «Вітч» у Лондоні.

## Класифікація
Вид (Syringa tomentella) належить до роду бузок (Syringa) родини маслинових (Oleaceae).
|  |                 |  |                      |                       |                   |  | Ще 45 порядків покритонасінних (згідно з Системою APG II) | Ще 45 порядків покритонасінних (згідно з Системою APG II) |                                         |  |  |  | Ще 24 роди          | Ще 24 роди             |  |  |
|  |                 |  |                      |                       |                   |  | Ще 45 порядків покритонасінних (згідно з Системою APG II) | Ще 45 порядків покритонасінних (згідно з Системою APG II) |                                         |  |  |  | Ще 24 роди          | Ще 24 роди             |  |  |
|  |                 |  |                      | Відділ покритонасінні |                   |  |                                                           |                                                           | Родина маслинові                        |  |  |  |                     | Вид Syringa tomentella |  |  |
|  |                 |  |                      | Відділ покритонасінні |                   |  |                                                           |                                                           | Родина маслинові                        |  |  |  |                     | Вид Syringa tomentella |  |  |
|  | Царство рослини |  |                      |                       | Порядок губоцвіті |  |                                                           |                                                           | Рід бузок                               |  |  |  |                     |                        |  |  |
|  | Царство рослини |  |                      |                       |                   |  |                                                           |                                                           |                                         |  |  |  |                     |                        |  |  |
|  |                 |  | Ще близько 21 відділ | Ще близько 21 відділ  |                   |  |                                                           | Ще 21 родина (згідно з Системою APG II)                   | Ще 21 родина (згідно з Системою APG II) |  |  |  | Ще близько 10 видів |                        |  |  |
|  |                 |  |                      | Ще близько 21 відділ  |                   |  |                                                           |                                                           | Ще 21 родина (згідно з Системою APG II) |  |  |  |                     |                        |  |  |

## Галерея

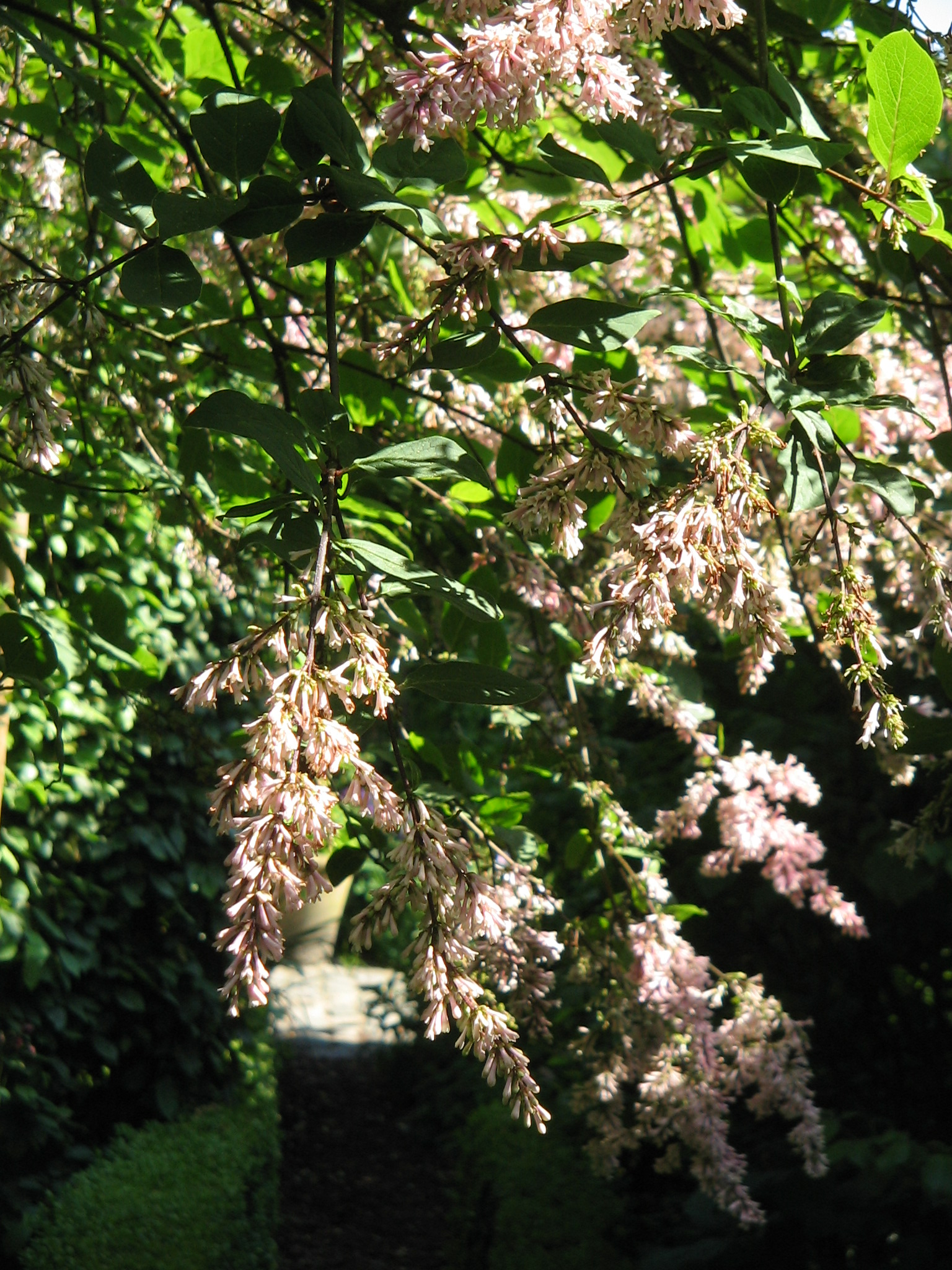
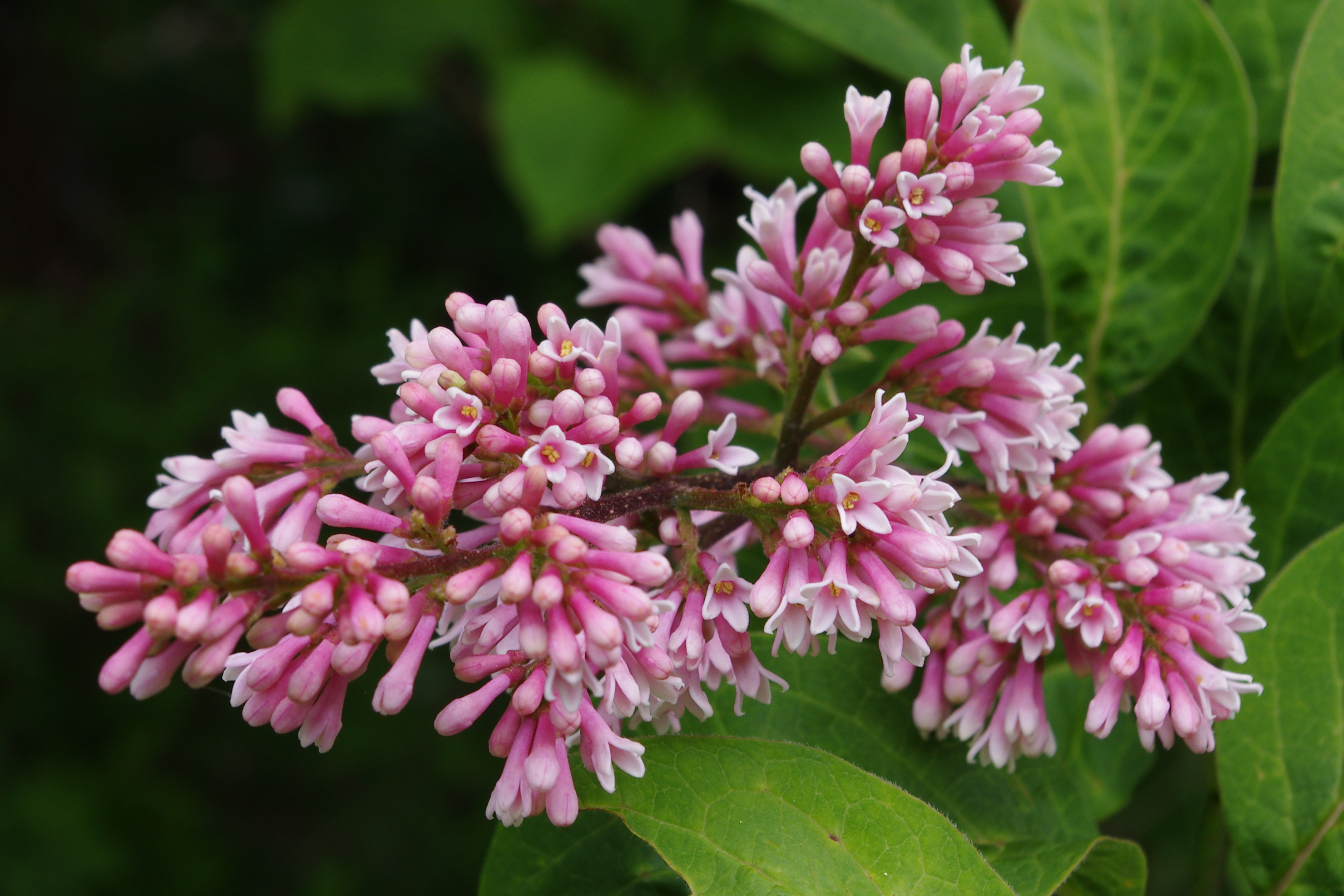
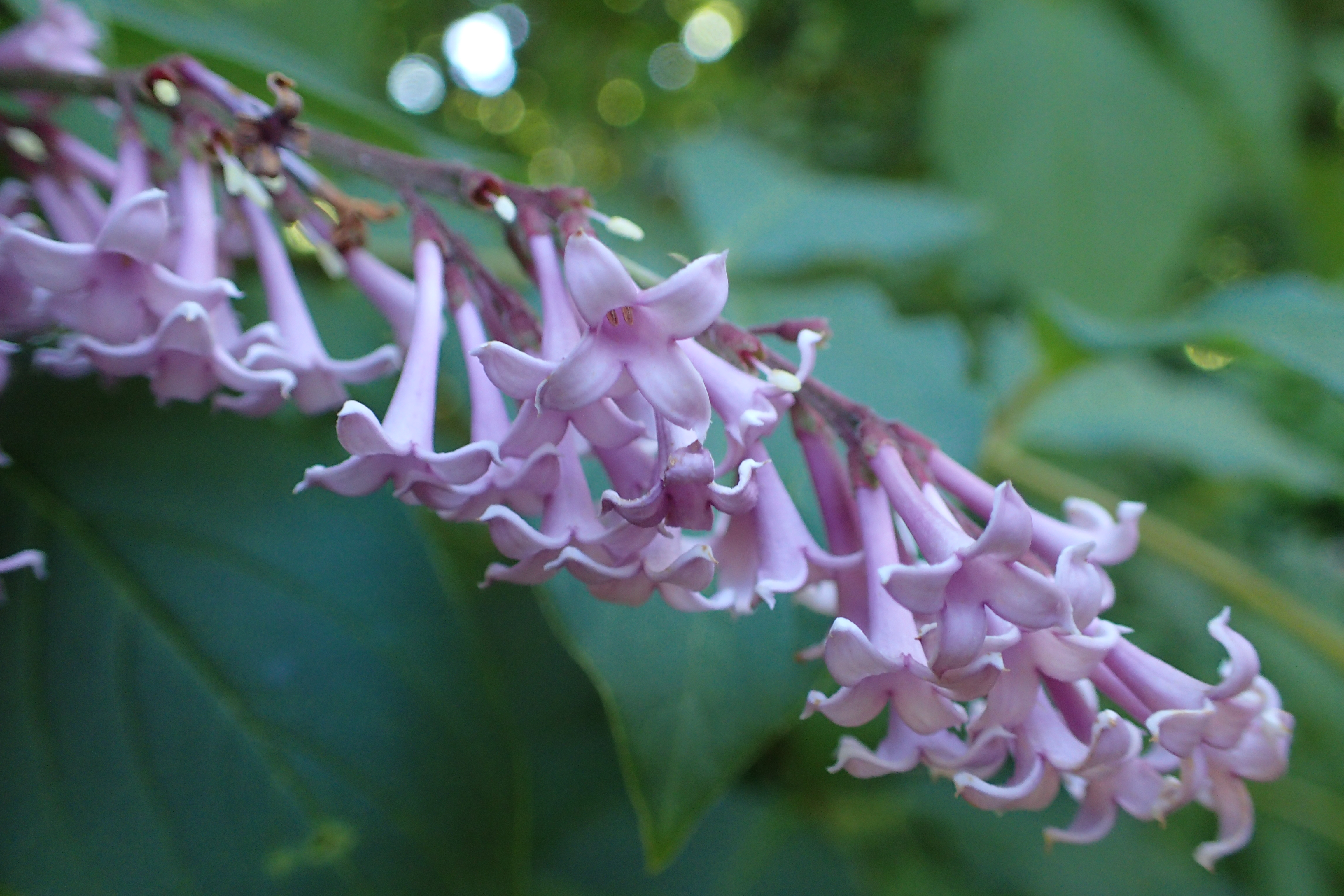
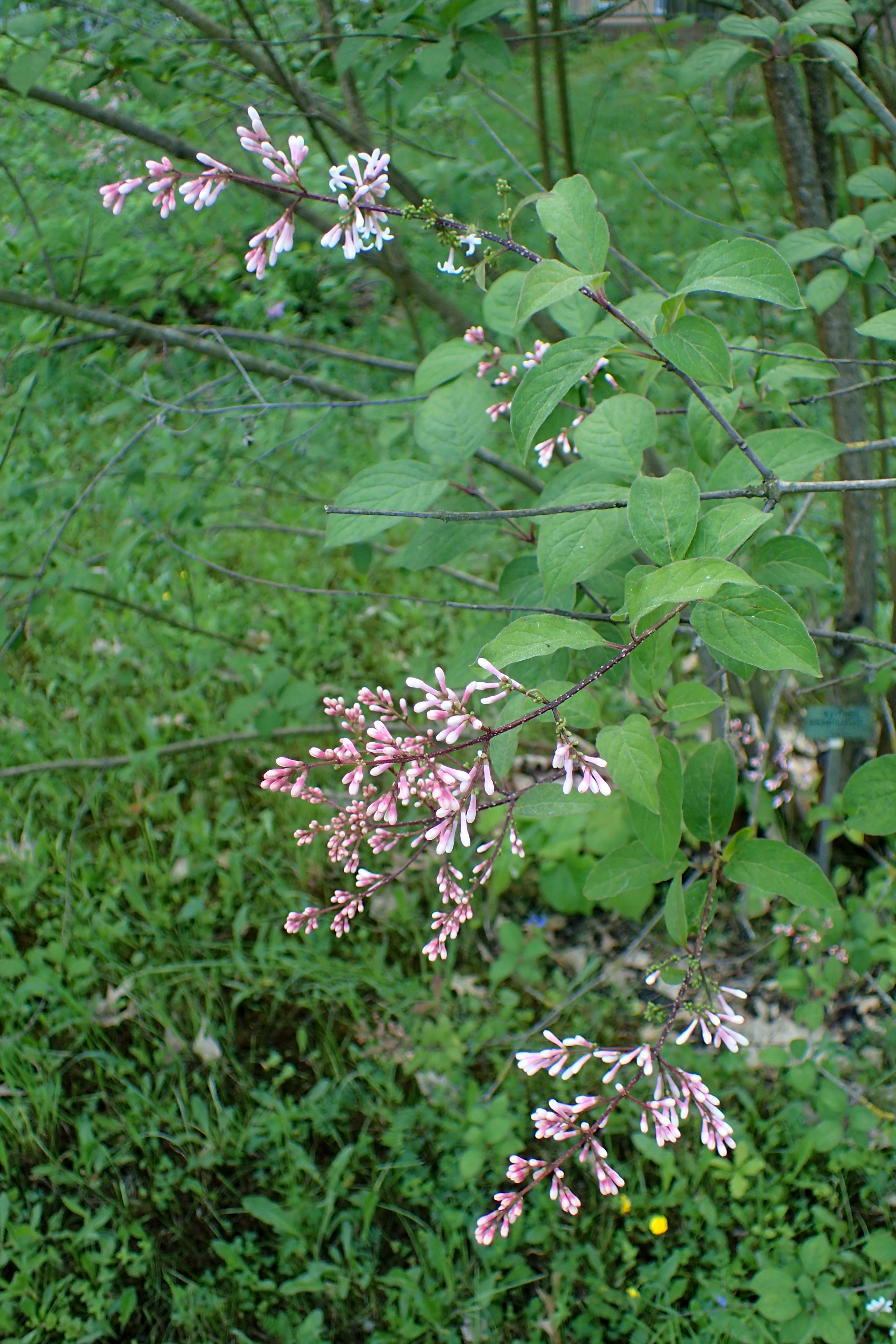